# 氨基甲醇
氨基甲醇是一种氨基醇，化学式 H2NCH2OH。它的碳原子同时连接着氨基和羟基，所以可以看作是一种半缩胺。
在水溶液中，氨基甲醇与甲醛和氨存在平衡。它是乌洛托品制备过程中的中间体。